# نظام المغارمة

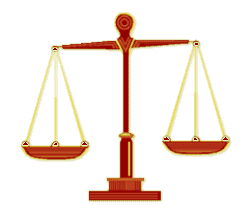

نظام المغارمة (بالإنجليزية: Adversarial system)‏ نظام قضائي يقوم فيه رجلا القانون بالترافع عن طرفي القضية أمام نزاهة العدالة التي تكون عادة إما قاض أو هيئة محلفين التي تتولى النظر في القضية وتعيين حقيقة القضية. على العكس من نظام التمحيص الذي يتولى فيه القاضي أو مجموعة القضاة فحص القضية وتدارسها.
يطبق نظام المغارمة غالبا في البلدان التي تعتمد القانون الشائع، مع وجود بعض الإستثناءات في بعض البلدان التي تعتمد كلا النظامين مثل الولايات المتحدة الأمريكية وإن أحدهما بشكل أكبر من الآخر.